# 왕창 (조위)

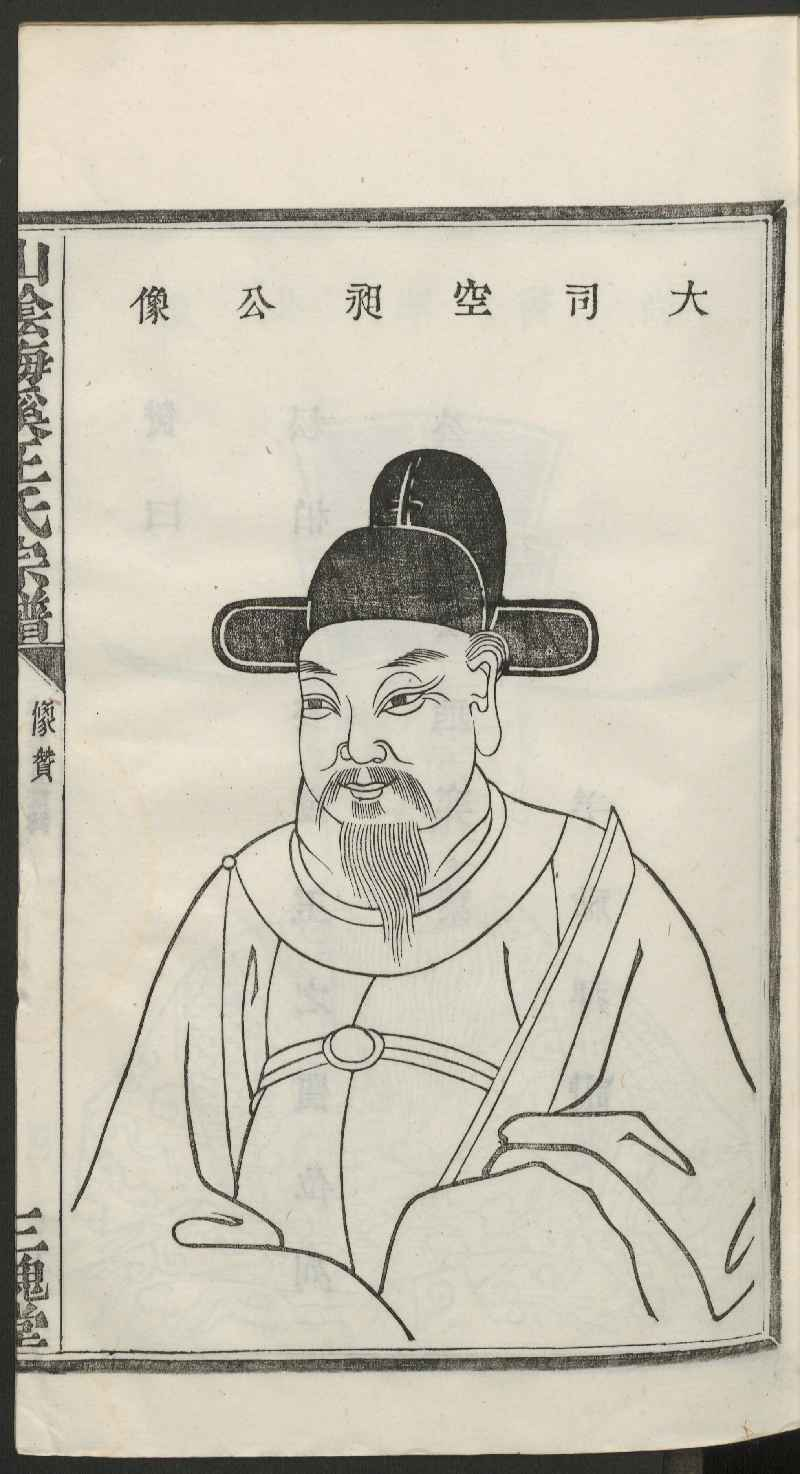
왕창

왕창(王昶, ? ~ 259년)은 중국 삼국시대 위나라의 정치가이자 장수이며, 자는 문서(文舒)이다.

## 생애
진나라의 장수로서 오나라 정벌에 공을 세운 왕혼(王渾)의 아버지이다.
태원 출신이며 조비(曹丕)가 태자로 있을 때 발탁되어 태자문학(太子文學)이 되었다. 연주자사 등의 관직을 거쳤으며, 조예(曹叡)가 재주와 인격을 겸비한 인물을 뽑을 때 사마의(司馬懿)에 의해 추천되기도 했다. 조방(曹芳)이 즉위한 후 정남장군(征南將軍)에 임명된 왕창은 243년 당시 정남장군의 주둔지였던 완(宛)이 위급한 상황에서 신속하게 대처하기 어렵다고 보고 조정에 글을 올려 신야(新野)로 옮겨 주둔할 것을 청하여 허락받고 이를 실행시켰다.
250년 12월 왕창은 손권 재위 말기에 혼란에 빠져 있던 오나라를 칠 기회라 여기고 조정에 공격할 것을 청하였다. 이 건의가 받아들여져 오나라로 쳐들어갔으며, 강릉(江陵)을 지키던 주연(朱然)의 아들 시적(施積)을 유인하여 승리를 거두었다. 이 공으로 정남대장군(征南大將軍)으로 승진하고 경릉후(京陵侯)에 봉해졌다.
252년 제갈탄(諸葛誕)이 사마사(司馬師)에게 오나라를 공격할 것을 건의하여 정벌군이 편성되었으며, 왕창도 이에 참전하여 강릉을 공격하게 되었다. 그러나 호준(胡遵)의 선봉장인 한종(韓綜)이 죽고 위군이 오군에게 패하였기 때문에 진영을 불태우고 군사를 물렸다. 이후 관구검(毌丘儉)과 제갈탄의 반란을 진압하는 데 공을 세웠다.
258년 8월 사공(司空)으로 임명되었으며, 259년 6월 세상을 떠났다. 위나라 조정에서는 그의 시호를 목후(穆侯)라 하였다.

## 저술
위의 법률 제도가 가혹하고 조잡하여, 이를 대대적으로 고쳐 선왕의 유풍을 기준으로 삼아야 한다고 생각하여, 고대의 제도에 의지하고, 당시 정무와 부합하는 것들로 《치론》20여 편을 저술했다. 또, 병서에서 기책과 정공법의 운용에 대해 서술하여 상주했다는 기록이 있다.

## 같이 보기
- 삼국지 인물 목록